# Бахадур Нізам-шах
Бахадур Нізам-шах (1593 — після 1633) — 10-й султан Ахмеднагарського султанату у 1596—1600 роках.

## Життєпис
Онук султана Бурхана Нізам-шаха II, син Ібрагіма. Народився 1593 року. 1595 року його батько стає султаном, але невдовзі починається боротьба за владу з родичем Ахмадом, якого підтримала Імперія Великих Моголів.
1596 року війська вазира Міян Манджу, що фактично керував замість Ахмада, разом з моголами зайняло столицю султанату. Бахадура було захоплено і ув'язнено. Того ж року його батько помирає, а Чанд Біб, регентша султанату, домовляється з могольським полководцем Мірзою Мурадом про передачу імперії берару в обміну та визнання зверхності падишаха АКбара в обмін на встановлення у владі Бахадура. Султана Ахмада Нізам-шаха II було повалено й поставлено на трон Бахадур нізам-шаха при регентстві Чанд Бібі.
Незабаром Міян Манджу змушений був тікати з Ахмаднагара. Вакілем було призначено Мухаммад-ханом. Втім останній таємно звернувся до Абдул Рахіма, могольського субадара (намісника) Малави, пропонуючи тому захопити Ахмеднагарський султанат. Цей план викрила Чанд Бібі, яка змусила пешву тікати. У відповідь отримала допомогу від голкондського султана Мухаммада Кулі Кутб-шаха і біджапурського султана Ібрагіма Аділ-шаха II. Проте у запеклій битві 5–9 лютого 1597 року при Ашті (відома також як битва біля Сонпету) війська цієї коаліції зазнали тяжкої поразки від моголів в битві біля Супи на березі річки Ґодаварі. В результаті Абудл Рахман став поступово захоплювати міста та фортеці Ахмеднагарського султанату. Втім спротив змусив ворога відступити. Але того ж року могольське війська Мірзи даніяла та Абдул Рахмана зайняло важливе місто Бурханпур. Сезон дощів припинив бойові дії.
1599 року могольський падишах Акбар особисто очолив військову кампанію проти Ахмаднагара. Ворожі війська знову оточили столицю. Після кількох місяців облоги Чанд Бібі вирішила капітулювати за умови збереження життя залоги. Чанд Бібі та султану Бахадуру Нізам-шаху мало бути дозволено безпечно виїхати з Ахмаднагара до Джуннара. Не погодившись із нею, один із її радників, Хамід-хан, оголосив містянам, що регентша уклала союз із моголами. Розлючений натовп увірвався до палацу Чанд Бібі і вбив її. 18 серпня 1600 року Акбар, довідавшись про це, наказав почати штурм. Столицю та фортецю було розграбовано. Бахадур Нізам-шах був узятий у полон і за наказом Акбара відправлений разом з іншими родичами до Бурханпуру. Звідти його перевели у Гваліорської фортеці. Він ще перебував у тюремному ув'язненні 1633 року. Дата смерті невідома. На трон було поставлено Муртазу Нізам-шаха II.